# Національний історичний архів Білорусі
Національний історичний архів Білорусі, НІАБ (біл. Нацыянальны гістарычны архіў Беларусі, НГАБ) — білоруський державний архів, де зберігаються документи про політичну, соціально-економічну та культурну історію білоруського народу за період від кінця XIV ст. до початку XX століття.

## Історія
- Національний історичний архів Білорусі веде свій початок з 1938 року, коли відповідно постанови Президії Центрального Виконавчого Комітету БРСР від 5 червня 1938 р. «Про реорганізацію архівних органів у зв'язку з утворенням областей в БРСР» Могилівський історичний архів був реорганізований у Центральний історичний архів БРСР. У свою чергу Могилівський історичний архів з 1919 р. був відомий як архівосховище Могилівського архівного бюро, а з 1924 р. до 1927 р. — як Окружний архів. До того моменту документи архіву перебували в архівах державних і судових установ Великого князівства Литовського, Речі Посполитої, Російської імперії, у «Віленському архіві давніх актів» і «Вітебському архіві давніх актових книг».
- Перед початком Великої Вітчизняної війни в архіві налічувалося 1560 фондів обсягом понад 382 тис. справ. У роки війни велика частина документів і науково-довідковий апарат разом з ними загинули, частина документів була вивезена до Латвії (м. Рига) і на територію Німеччини, майно архіву було знищене і пограбованим. Після звільнення м. Могильова від німецько-фашистських загарбників 28 червня 1944 р. у цьому архіві залишилося вже 44 справи.
- Під час праці з ре-евакуації документів вдалося повернути лише 38 054 справи з 700 фондів. У 1947 р. до архіву передано було дореволюційні фонди з державних архівів Вітебської і Гомельської областей.
- За період 1945-1962 рр.. до «Центрального історичного архіву БРСР» надійшли профільні справи з історичних архівів Ленінграду, Москви, Вільнюсу та інших архівів у кількості 382566 справ.
- Відповідно постанови Ради Міністрів БРСР від 11 листопада 1963 «Про заходи щодо поліпшення архівної справи в БРСР» архів був переведений з м. Могильова у м. Мінськ у споруду на вул. Козлова-26. У тому ж році в архів були передані документи дореволюційних фондів «Державного архіву Мінської області», а також комплекс давніх актів з «Центрального державного історичного архіву м. Гродно».
- Після здобуття Білоруссю незалежності структура архівної галузі зазнала змін. Відповідно до постанови Ради Міністрів Республіки Білорусь від 22 квітня 1992 р. № 224 «Питання архівів Республіки Білорусь» на основі «Центрального державного історичного архіву БРСР» і колишнього «Центрального партійного архіву КПБ» був організований «Національний архів Республіки Білорусь». З його структури наказом «Білоруського архівного комітету» від 12 червня 1995 р. № 15 був виділений комплекс документів кінця XIV — початку XX століття і створено «Національний історичний архів Білорусі». З метою поліпшення умов розміщення документів Національного архівного фонду Республіки Білорусь «Національному історичному архівові Білорусі» було передано споруду в м. Мінську на вул. Кропоткіна-55, в яку архів переїхав протягом 1996–2000 рр.. Понад мільйон справ, 19 колекцій мікрофільмів, близько 40 тис. примірників книг стародруків, газет, журналів науково-довідкової бібліотеки, були перевезені в нову будівлю архіву. Архів має пергаментні привілеї XIV–XVII століть великих князів литовських на землі й маєтки, а про міста — документи на магдебурзьке право, актові книги судів XV–XVIII століть. Разом налічується близько 6 тис. актових книг старобілоруською мовою, польською та латинською мовами з королівськими привілеями, грамотами, фундушовими записами, тестаментами (заповітами), інтромісіямі, декретами та інвентарями. Також містить метричні книги церков, костьолів і синагог за XIX–XX століття[1].
- Нині (2014 р.) в Національному історичному архіві Білорусі зберігається 1020085 справ, об'єднаних у 3159 фондів, за період з кінця XIV до початку XX століття. Архів є найбільшим сховищем документів з історії Білорусі за вказаний період. Найдавніший документ датований 1391 роком. Від 2000 р. повна назва даного архіву — державна установа «Національний історичний архів Білорусі».